# Pedro Betancourt
Pedro Betancourt è un comune di Cuba, situato nella provincia di Matanzas.